# Alhóndiga (edificio)
Una alhóndiga (del castellano antiguo alfóndiga, a su vez del árabe al-fondaq, este a su vez del griego "pandocheion", lit.: 'bienvenidos todos') actualmente es un centro de contratación privado «en origen, donde se produce la concurrencia de oferta de los productos agrícolas llevado a cabo por los agricultores y la demanda solicitada generalmente por corredores o comisionistas, realizándose las ventas por el sistema de subasta a la baja».

## Historia

### Edad Media
En la Edad Media, las alhóndigas eran, en las «ciudades de la España musulmana» con gran actividad comercial y mercantil, los «depósitos de mercancías, las cuales se guardaban en un local especial, la alhóndiga (al-fondaq), que era a la vez almacén y hospedería de viajeros, siendo a veces varias las alhóndigas o fundaq que había en una misma ciudad para el almacenamiento de géneros y el alojamiento de los comerciantes forasteros.» En los centros rurales eran puntos donde también se celebraban mercados mientras que en los centros urbanos los mercados tenían un carácter más permanente y se llamaban zocos (suq) situados habitualmente junto a la mezquita mayor.
Análogamente almudí, almudín o mercado de los vecinos era, antiguamente, un establecimiento, en muchos casos propiedad del rey, en donde se vendía, compraba e incluso se almacenaba grano, cuyo fin de regular los precios del mercado, evitando grandes alteraciones, y al mismo tiempo socorrer a los vecinos y principalmente a los labradores en épocas de escasez y carestía.
Para el caso del reino de Navarra, el término usual y frecuente, salvo en Tudela, era chapitel, edificios reales donde, además de servir de salida a los excedentes cerealísticos reales, servía también para la venta del cereal de particulares.

### Edad Moderna
Covarrubias en su Tesoro de la lengua castellana matizaba: Los alholí o pósitos funcionaba exclusivamente como «granero público donde se recoge el trigo y la cebada» mientras que la alhóndiga, «es la casa diputada para que los forasteros que viene[n] de la comarca a vender trigo a la ciudad, lo metan allí», pero además «también significa la que es para otras mercaderías».En muchas ocasiones concurren en el mismo espacio las dos funciones (almacenaje y venta) explicándose así que «durante la Edad Moderna, ambas instituciones, diferentes en teoría, compartieran indistintamente un mismo edificio en la práctica.»
La aparición en España de los alholíes o pósitos parece suceder desde el siglo XVI con «la labor primordial de facilitar el abastecimiento de las poblaciones a través de uno de sus principales alimentos, el trigo» mientras que las alhóndigas, «con precedentes en el mundo musulmán, se convirtieron desde el siglo XVI en unos equipamientos complementarios de aquellos en las tareas y funciones a desempeñar.»
Los almudíes públicos eran establecimientos gestionados por los ayuntamientos a donde cuantos introducían cualquier clase de granos para vender se hallaban obligados a llevarlos con igual objeto. El almudí se componía de grandes y espaciosos almacenes o lonjas en que se colocaba cómodamente toda clase de grano. Estaba abierto durante el día y a este depósito acudían a menudo muchos cuerpos y particulares que deseaban adquirir determinada cantidad de cereales para sus necesidades. Cada concurrente o tenedor de granos satisfacía por derechos un precio por cada cantidad de trigo, centeno, mijo, judías, maíz, habas, cebada y avena que guardaba.[cita requerida]

## Actualidad
Actualmente empresas y cooperativas dedicadas al sector agrario usan el término "alhóndiga" en sus denominaciones sociales, sobre todo las de Andalucía y la Región de Murcia.
La función de dichas alhóndigas, en Andalucía y la Región de Murcia, es unificar la oferta y la demanda de los productos hortofrutícolas. Donde los agricultores llevan sus productos a la alhóndiga y esta se encarga de subastarlos mediante una subasta dinámica a la baja a cambio de una comisión.

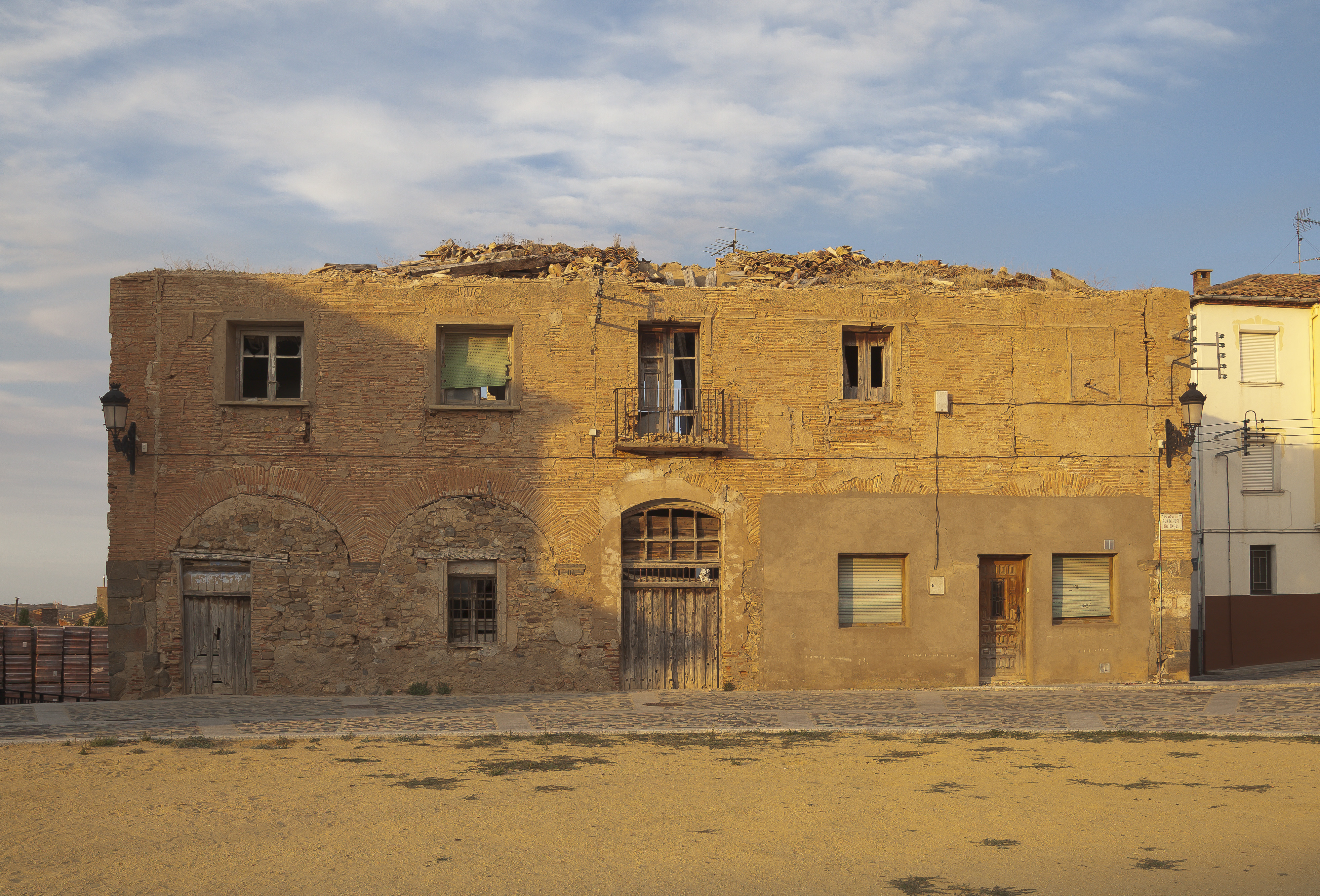
Alhóndiga de Ágreda, Soria.
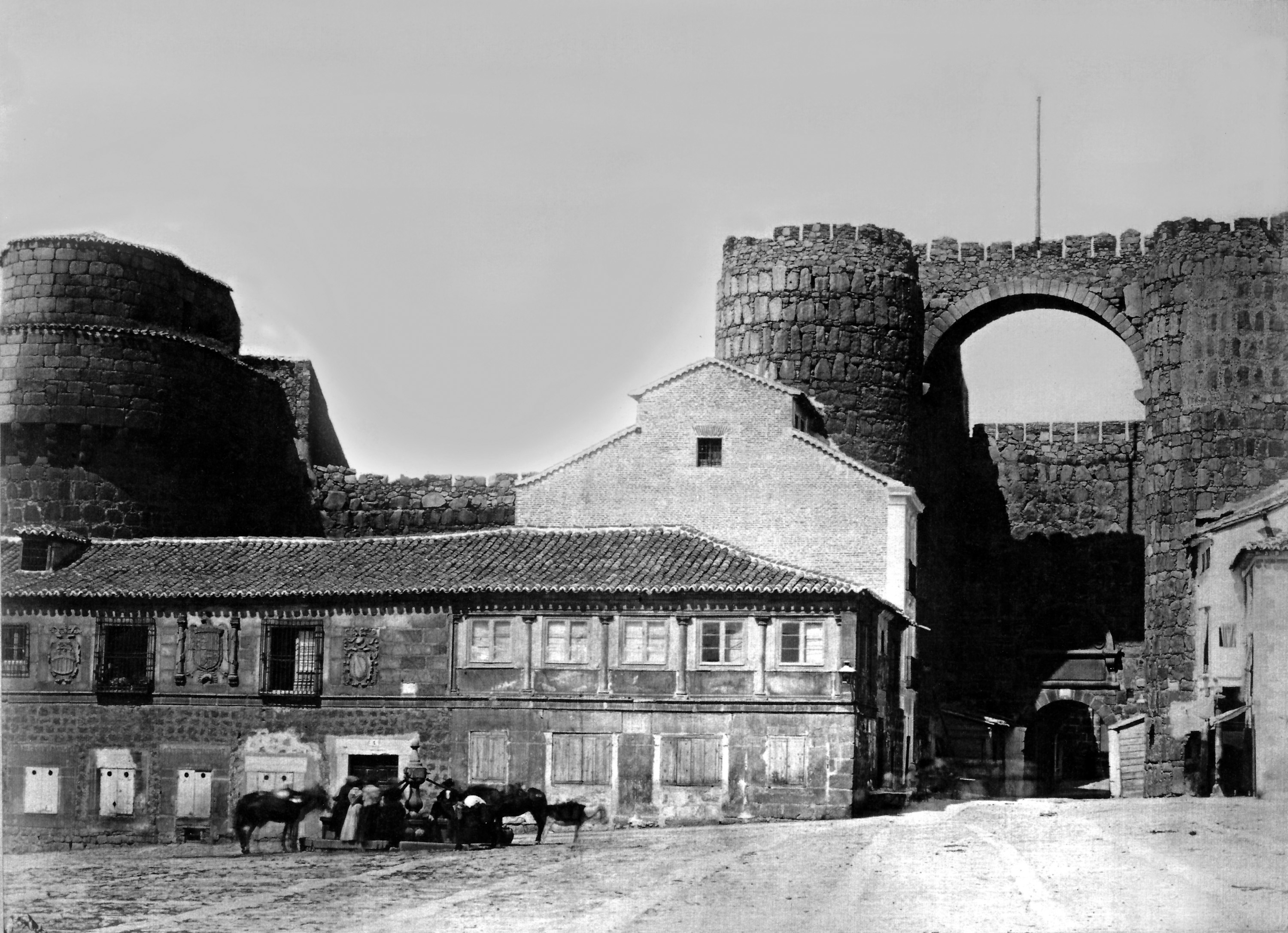
La Alhóndiga de Ávila (demolida).
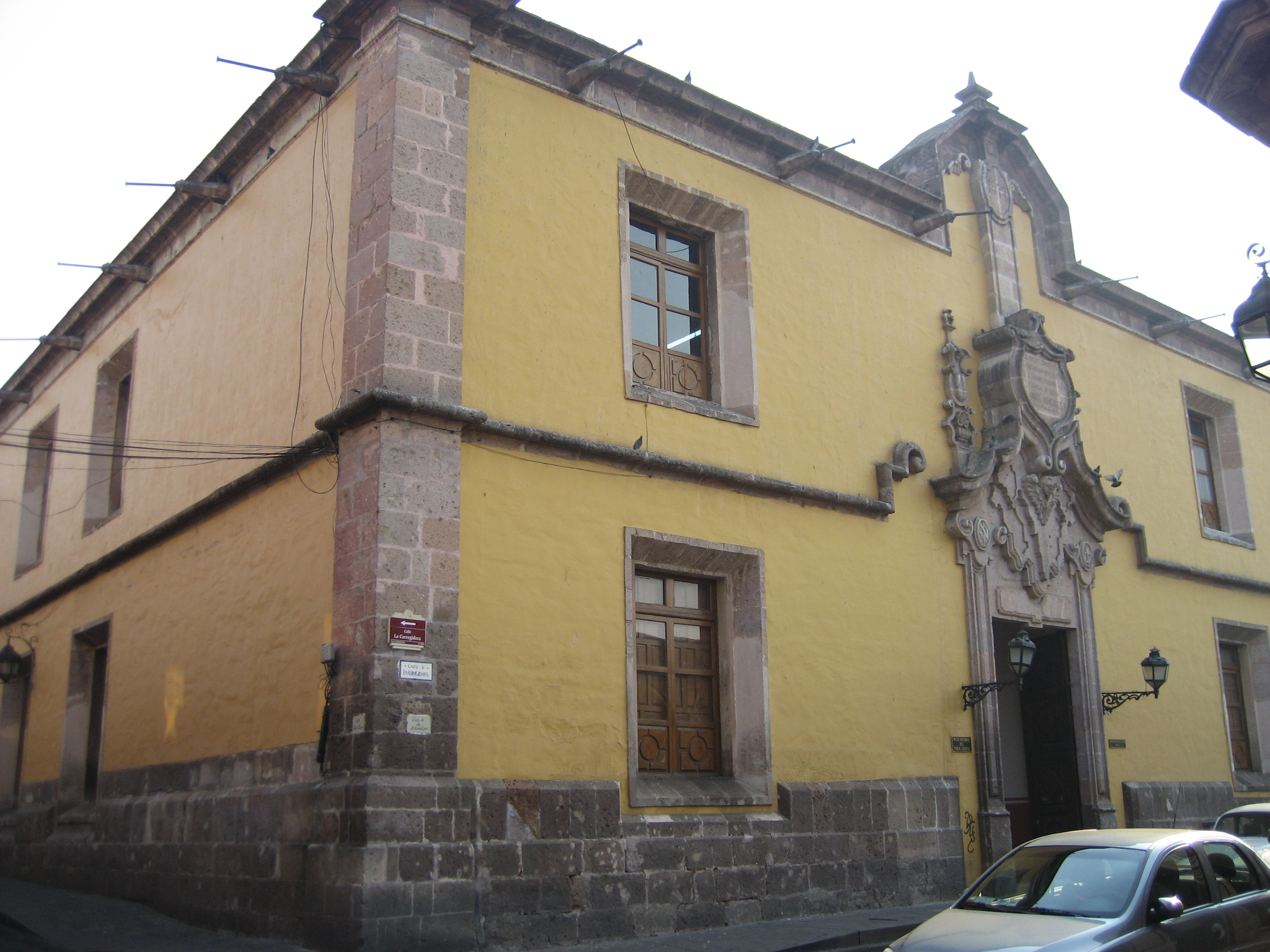
Antigua alhóndiga de Morelia, Michoacán (México)
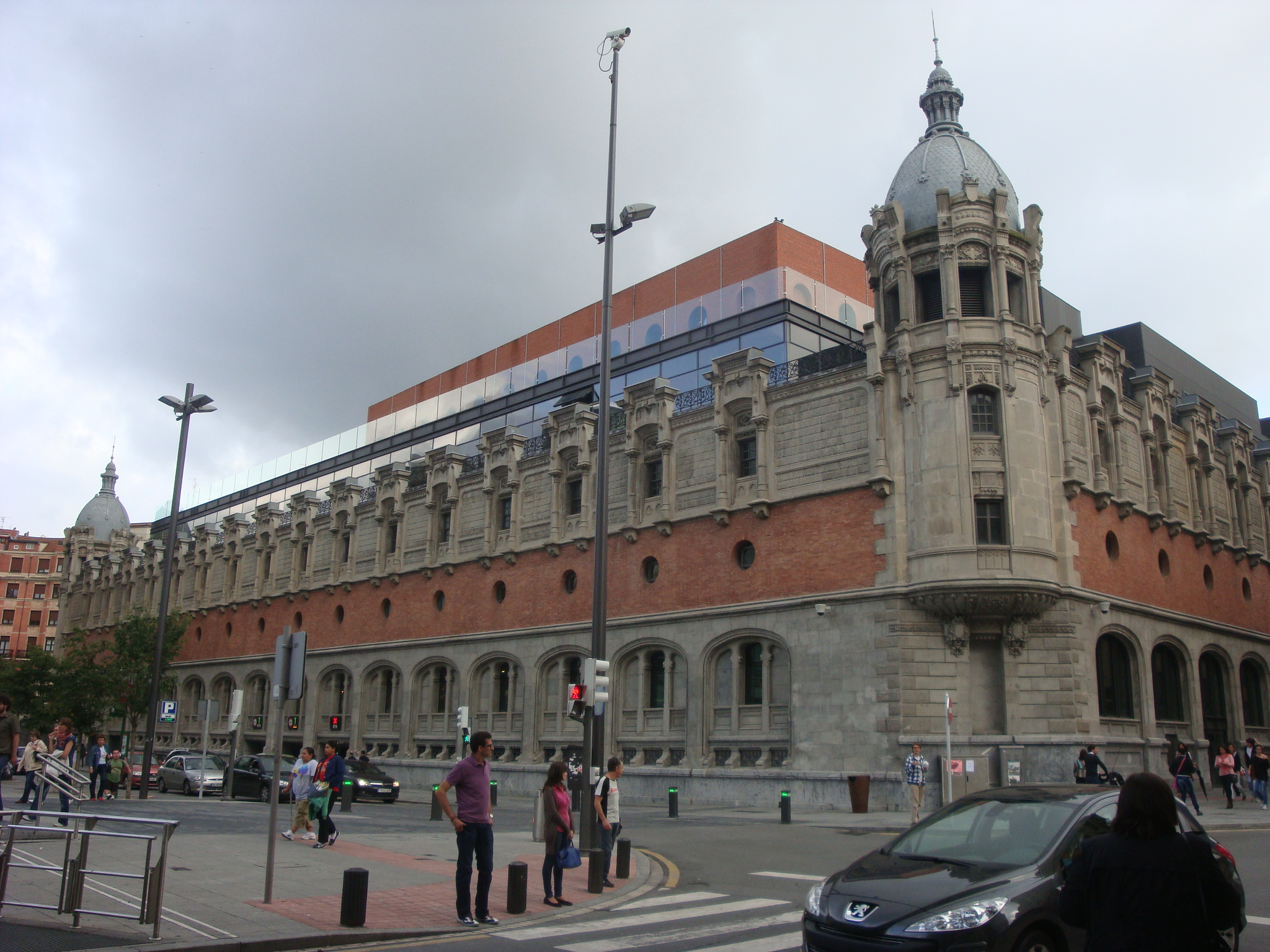
Centro Cultural Alhóndiga Municipal de Bilbao. Antigua vinoteca Municipal reconvertida en "Centro Cultural Azkuna Zentroa".
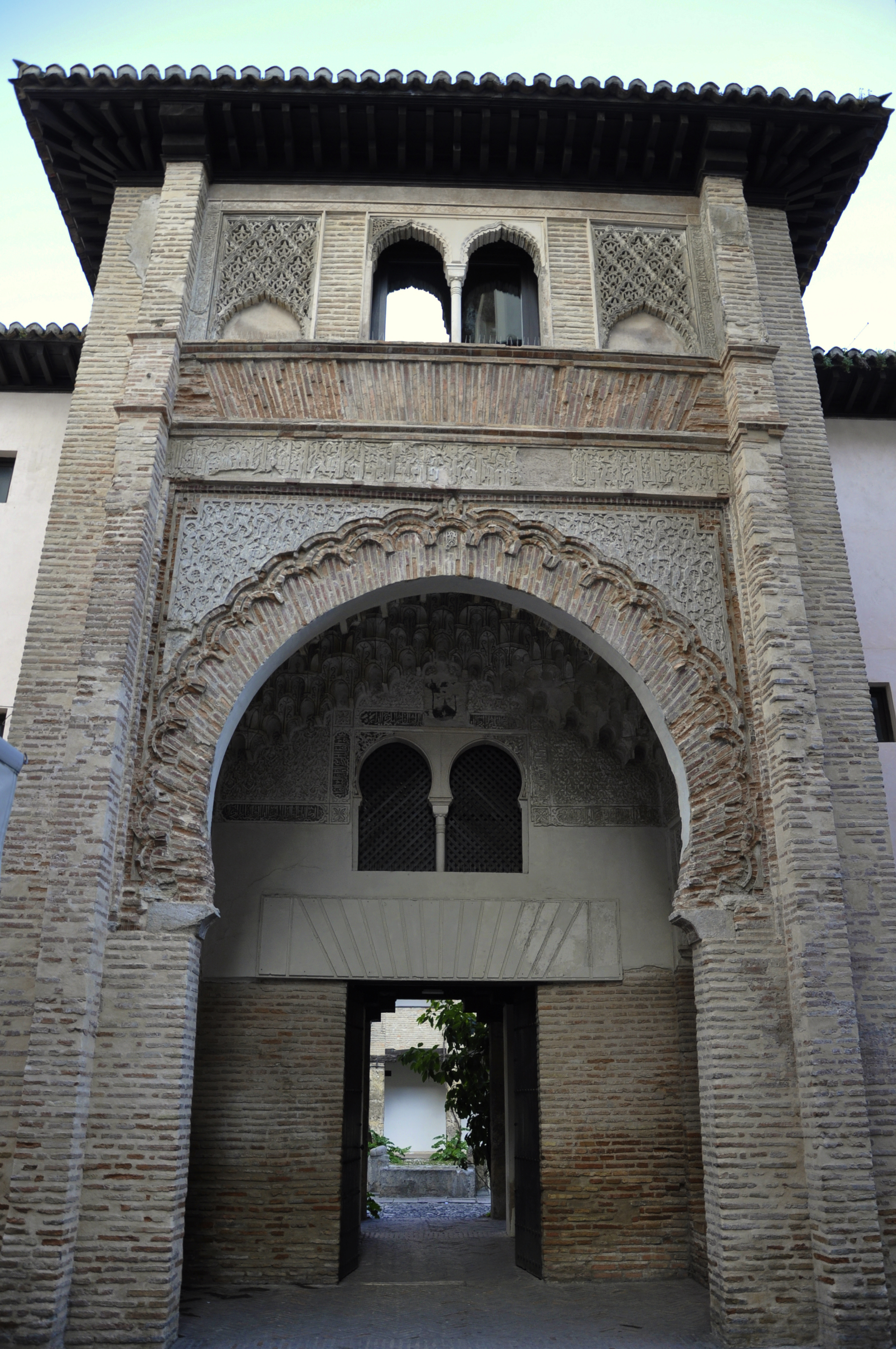
Corral del Carbón, antigua alhóndiga de Granada.
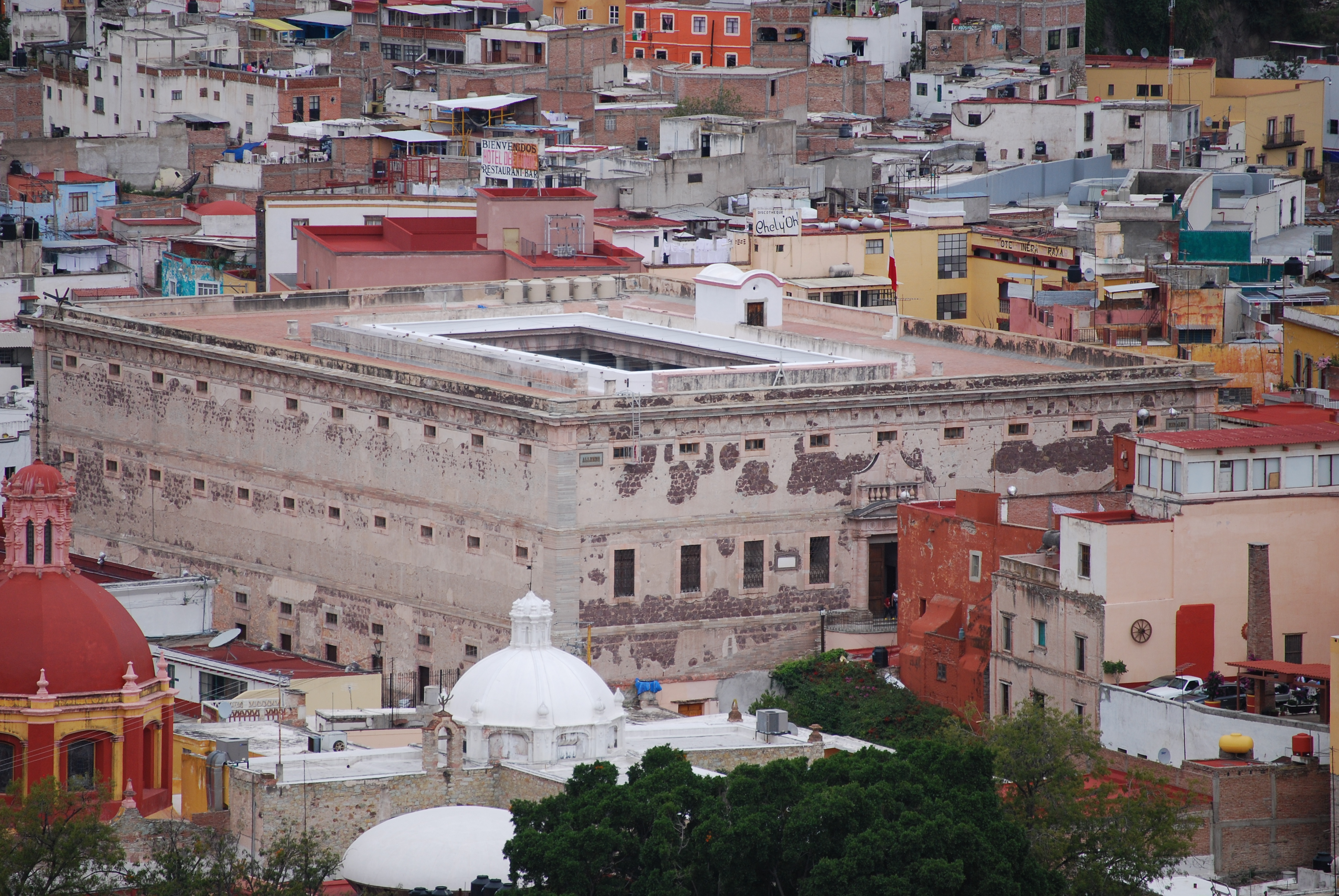
La Alhóndiga de Granaditas (Guanajuato, México).
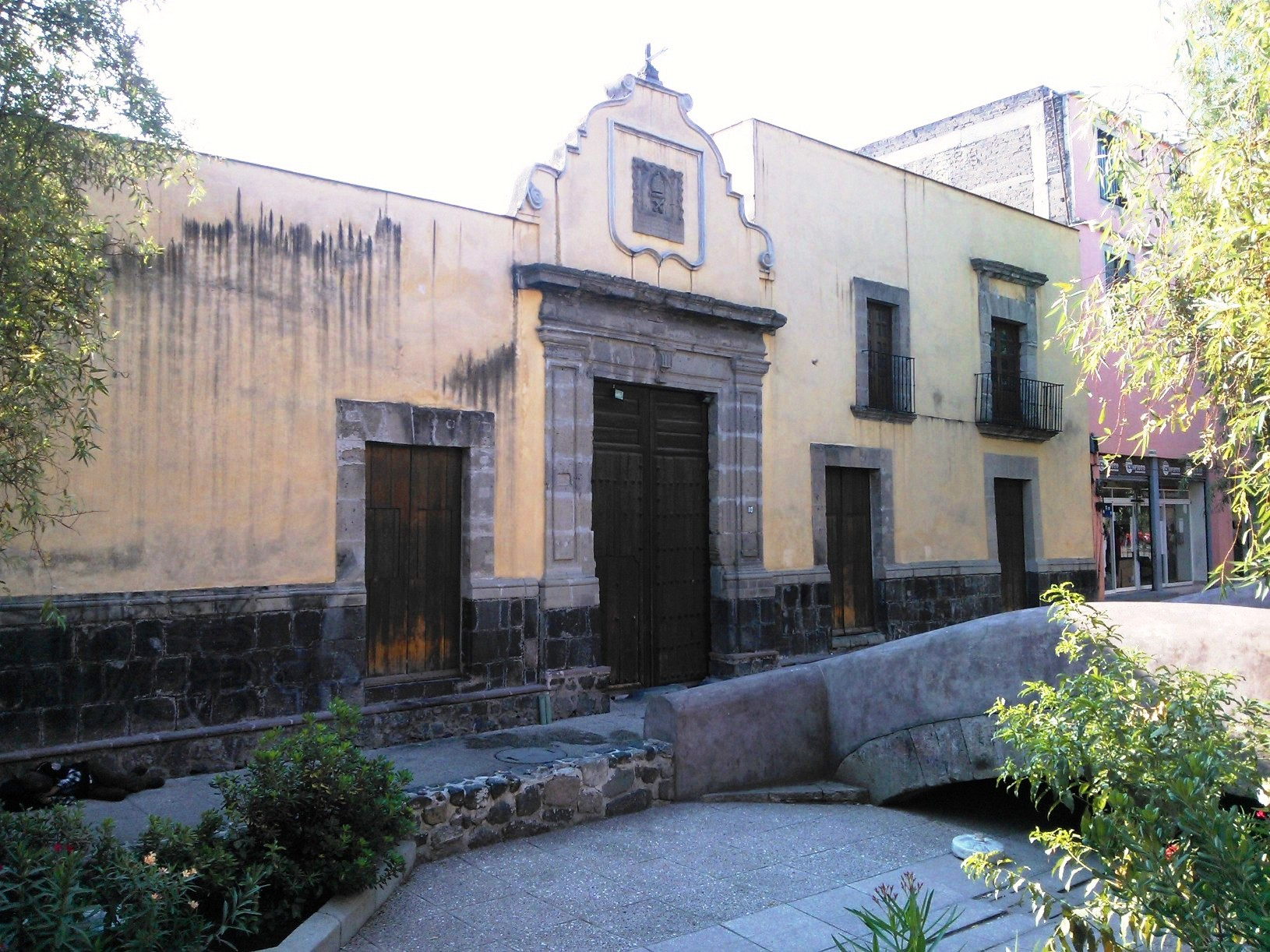
La Casa de Diezmo (barrio de la Merced, Ciudad de México, México).
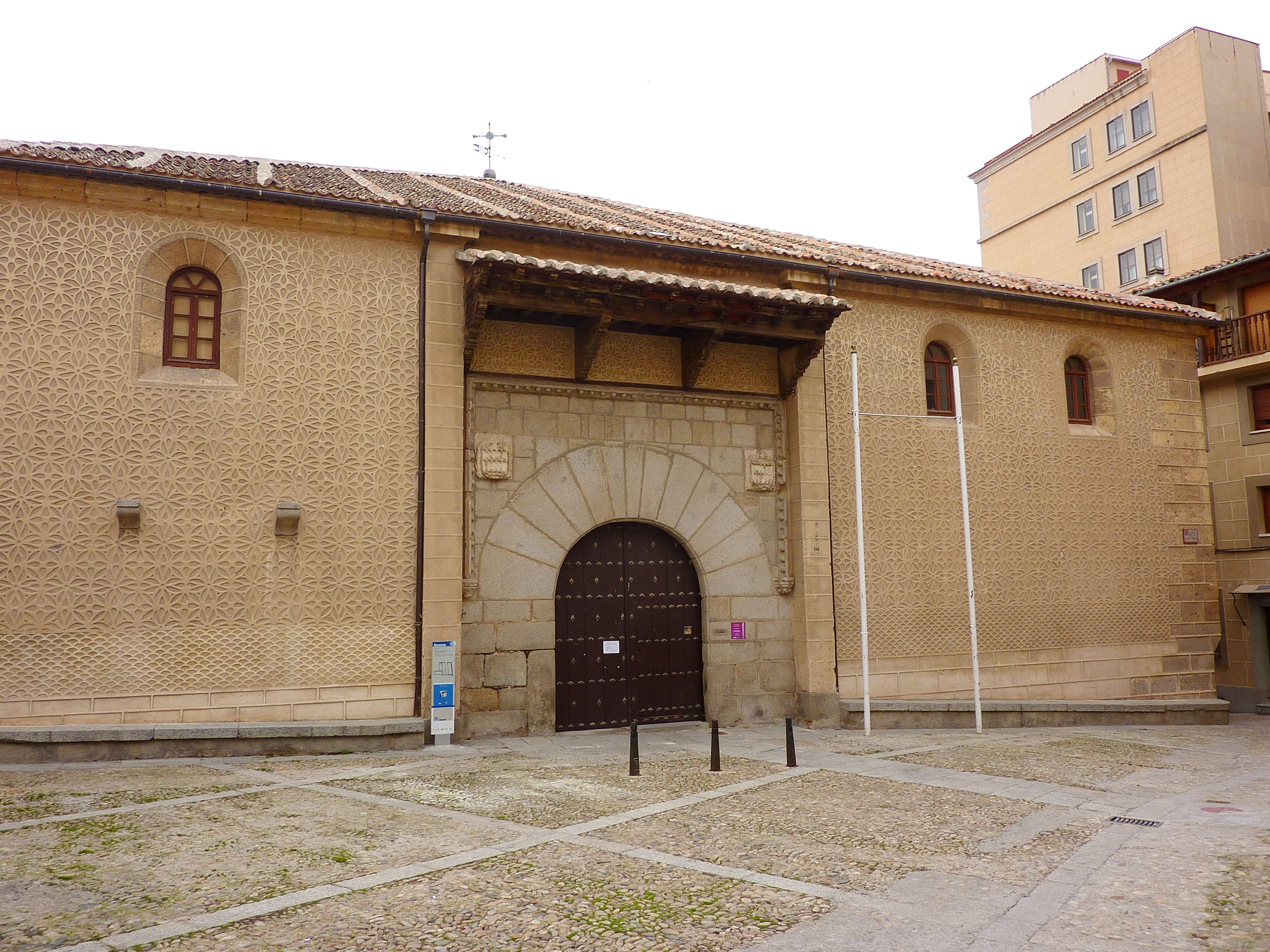
Antigua Alhóndiga de Segovia, hoy Archivo Municipal.
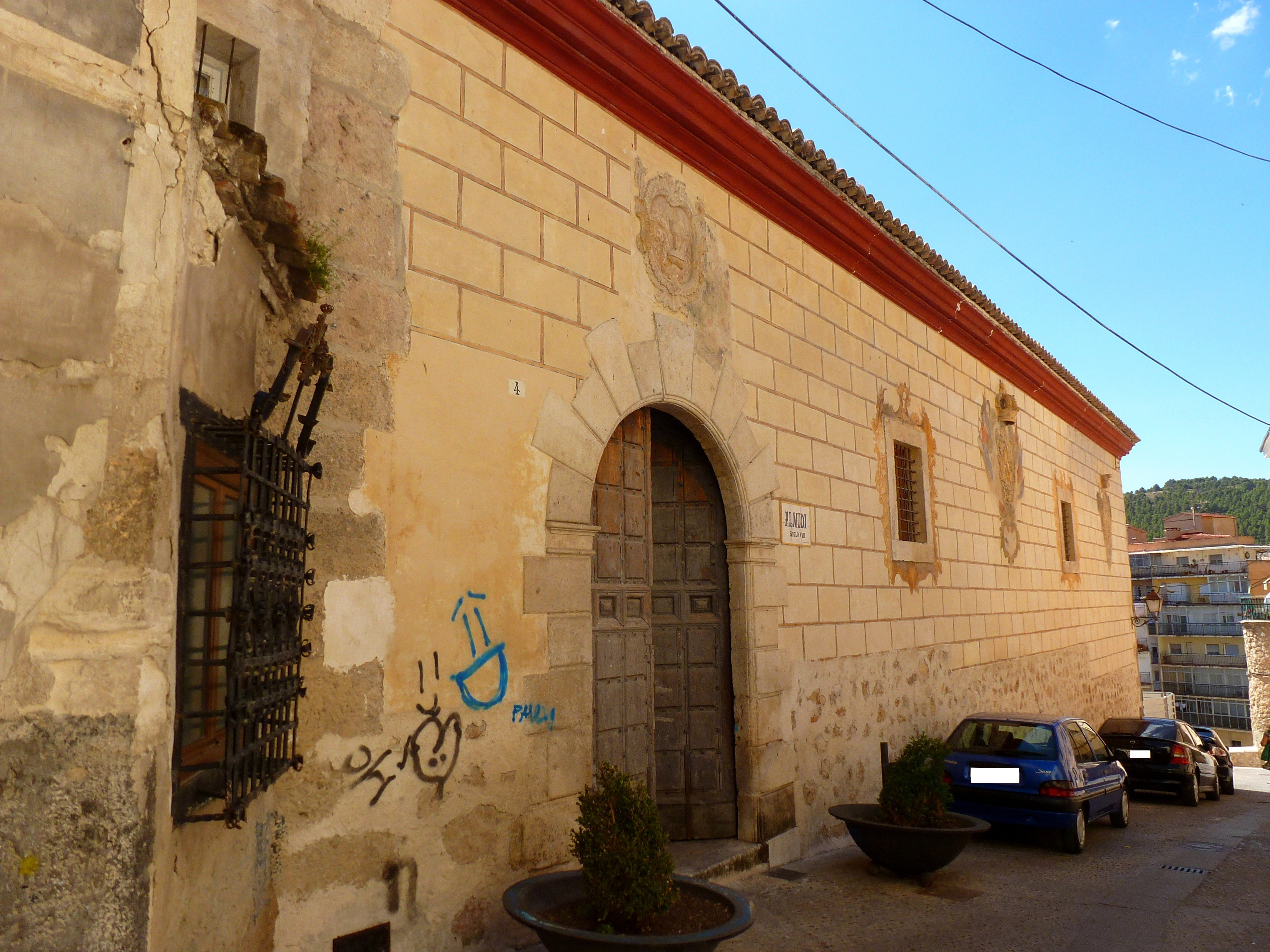
Antiguo La Alhóndiga de Cuenca.
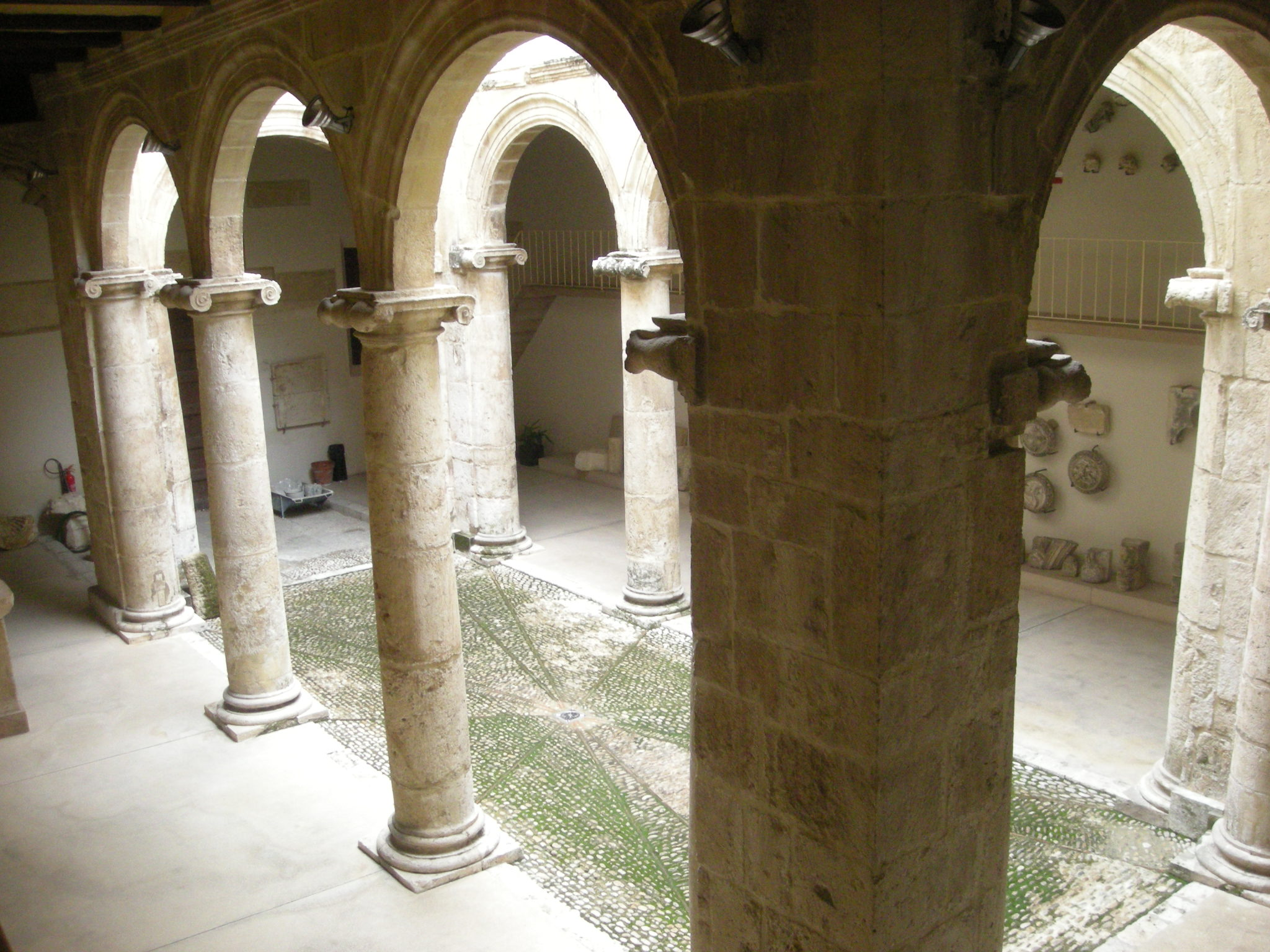
Patio del antiguo Almudín de Játiva (Valencia).
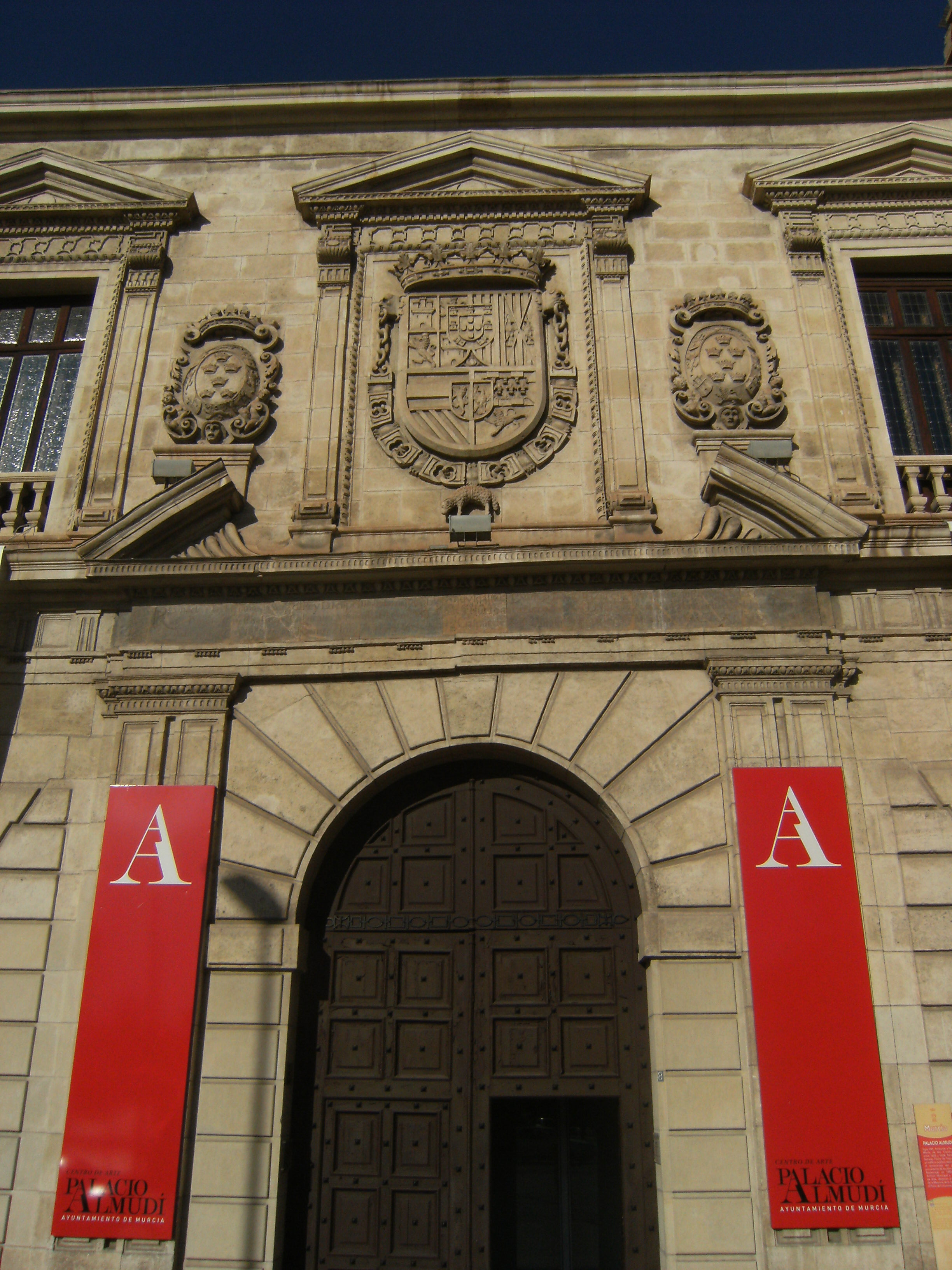
Palacio del Almudí, Murcia.
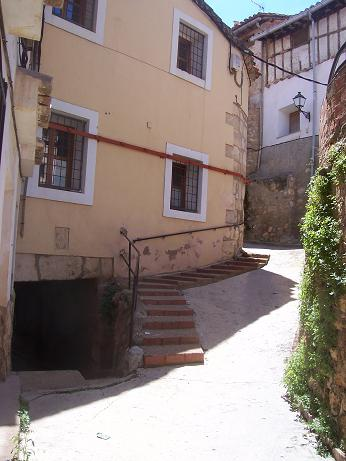
Cambra Vieja del Trigo de Ademuz, Valencia.
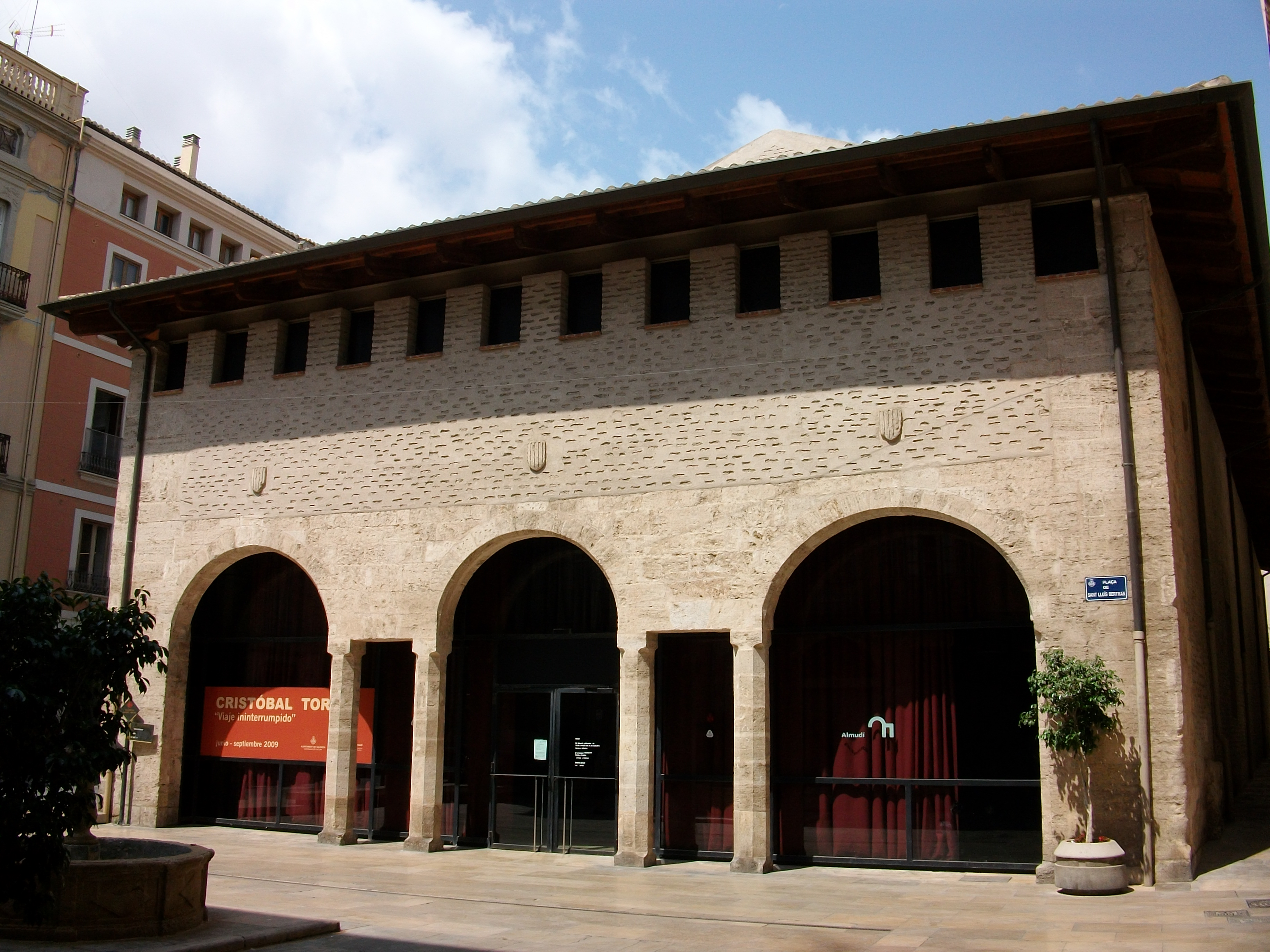
El Almudín de Valencia.
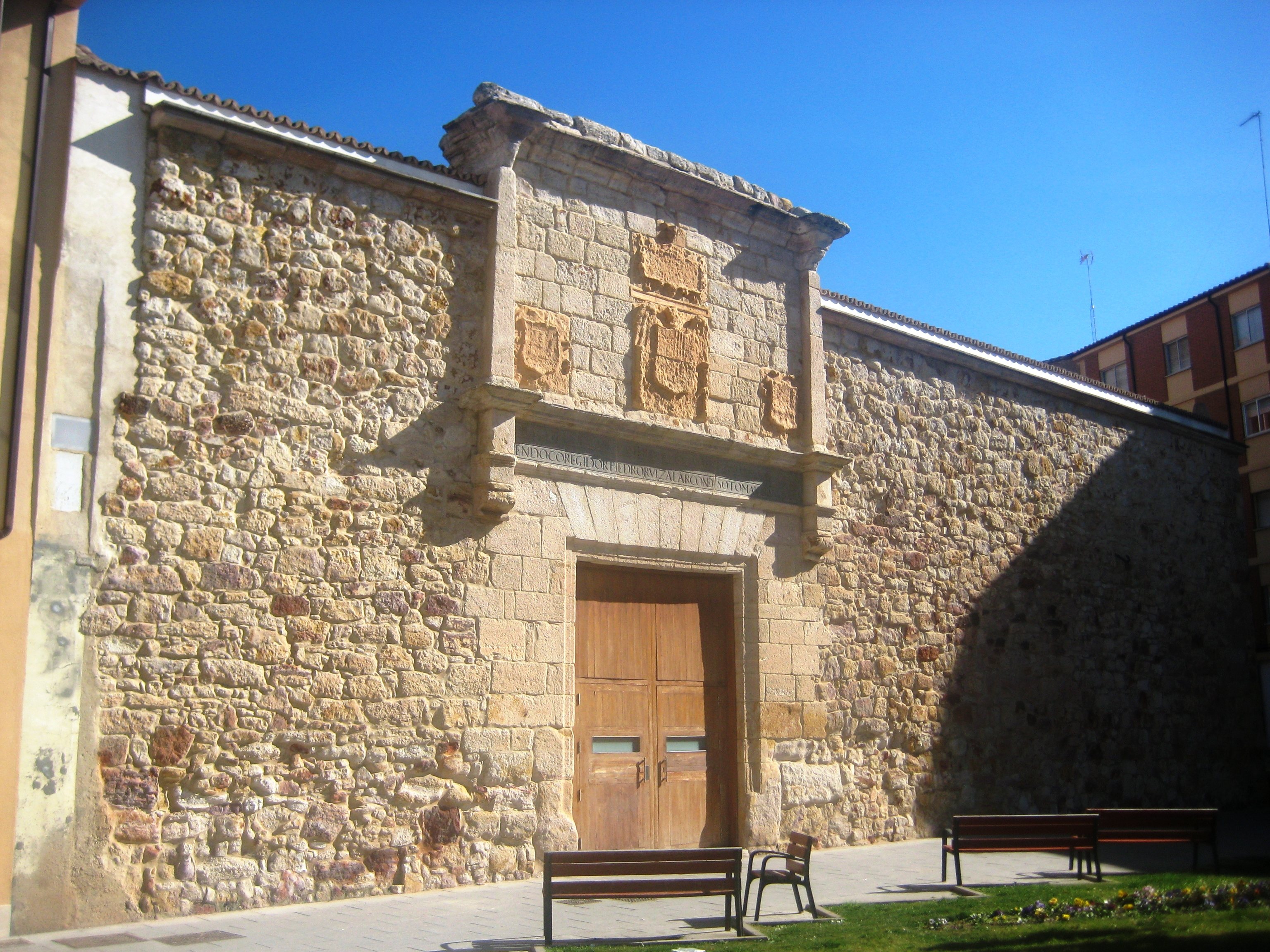
La antigua Alhóndiga del Pan de Zamora.